# San José kommun, Caldas
San José är en kommun i Colombia.   Den ligger i departementet Caldas, i den centrala delen av landet, 200 km väster om huvudstaden Bogotá. Antalet invånare är 7 572.